# Liste des cavités naturelles les plus profondes du Loiret

Le département du Loiret, en rouge, sur une carte de France.

La liste des cavités naturelles les plus profondes du Loiret recense sous la forme d'un tableau les cavités souterraines naturelles connues, dont le dénivelé est supérieur ou égal à dix mètres, situées dans le département français du Loiret en région Centre-Val de Loire.
La liste spéléométrique des plus profondes cavités naturelles du département du Loiret (≥ 10 mètres) est  actualisée à mi 2018.
La plus profonde cavité répertoriée dans le département du Loiret est le gouffre des Sans Ronce à Chanteau.

## Liste des cavités

### Cavités de dénivelé supérieur ou égal à20 mètres
Deux cavités sont recensées à mi 2018.
| Réf. | Cavité (Autres noms)           | Commune  | Zone géographique | Coordonnées (WGS 84)             | Dévelop. (mètres) | Dénivelée (mètres) | Sources ou références                | Mise à jour |
| ---- | ------------------------------ | -------- | ----------------- | -------------------------------- | ----------------- | ------------------ | ------------------------------------ | ----------- |
| 1    | Gouffre des Sans Ronce         | Chanteau | Forêt d'Orléans   | 47° 59′ 50″ nord, 1° 59′ 17″ est | +0107,            | +0025,             | Groupe d'amis spéléologues du Loiret | 2000-??     |
| 2    | Le Bouillon (Source du Loiret) | Orléans  | Val de Loire      | 47° 51′ 01″ nord, 1° 56′ 15″ est | +5 980,           | +0020,             | Geosciences n°12                     | 2014-10     |

### Cavités de dénivelé supérieur ou égal à 10 mètres et inférieur à 20 mètres
| Réf. | Cavité (Autres noms)         | Commune            | Zone géographique | Coordonnées (WGS 84)             | Dévelop. (mètres) | Dénivelée (mètres) | Sources ou références                  | Mise à jour |
| ---- | ---------------------------- | ------------------ | ----------------- | -------------------------------- | ----------------- | ------------------ | -------------------------------------- | ----------- |
| 1    | Gouffre d’Ambert             | Chanteau           | Forêt d'Orléans   | 48° 00′ 14″ nord, 1° 57′ 31″ est | +0120,            | +0017,             | Groupe d'amis spéléologues du Loiret   | 2000-??     |
| 2    | Gouffre de Montgirault,      | Bougy-lez-Neuville | Forêt d'Orléans   | 48° 02′ 58″ nord, 2° 00′ 45″ est | +0044,            | +0015,             | Spéléométrie de la France              | 2000-??     |
| 3    | Gouffres du Puits de l'Enfer | Bougy-lez-Neuville | Forêt d'Orléans   | 48° 02′ 16″ nord, 2° 00′ 33″ est | +0015,            | +0015,             | Spéléométrie de la France & Géoportail | 2000-??     |
| 4    | Gouffre du Pin               | Mérinville         | Gâtinais          |                                  | NC                | +0012,             | Spéléométrie de la France              | 2000-??     |
| 5    | Gouffre du Bois de Juppeau   | Chevilly           | Forêt d'Orléans   | 48° 00′ 18″ nord, 1° 52′ 43″ est | +0019,            | +0011,             | Spéléométrie de la France              | 2000-??     |
| 6    | Gouffre des Ventes-Derrière  | Cercottes          | Forêt d'Orléans   | 47° 59′ 23″ nord, 1° 53′ 09″ est | +0033,            | +0010,             | Spéléométrie de la France              | 2000-??     |